# Galleria Nazionale delle Marche
La Galerie nationale des Marches (en italien : Galleria Nazionale delle Marche) est un musée situé dans le Palazzo Ducale d'Urbino, dans les Marches, en Italie.
Ses collections proviennent en grande partie des œuvres recueillies au XIXe siècle dans les églises et les couvents de la région des Marches. Relativement rares sont les œuvres des collections ducales, dispersées depuis des siècles. La section la plus célèbre est liée à la Renaissance à Urbino, avec deux œuvres majeures de Piero della Francesca et d'autres artistes de la cour de Federico da Montefeltro, en plus d'un groupe important d'œuvres du  XVIe siècle, notamment des œuvres de Raphaël. Le dernier étage abrite une importante collection de céramiques.

## Visite du musée

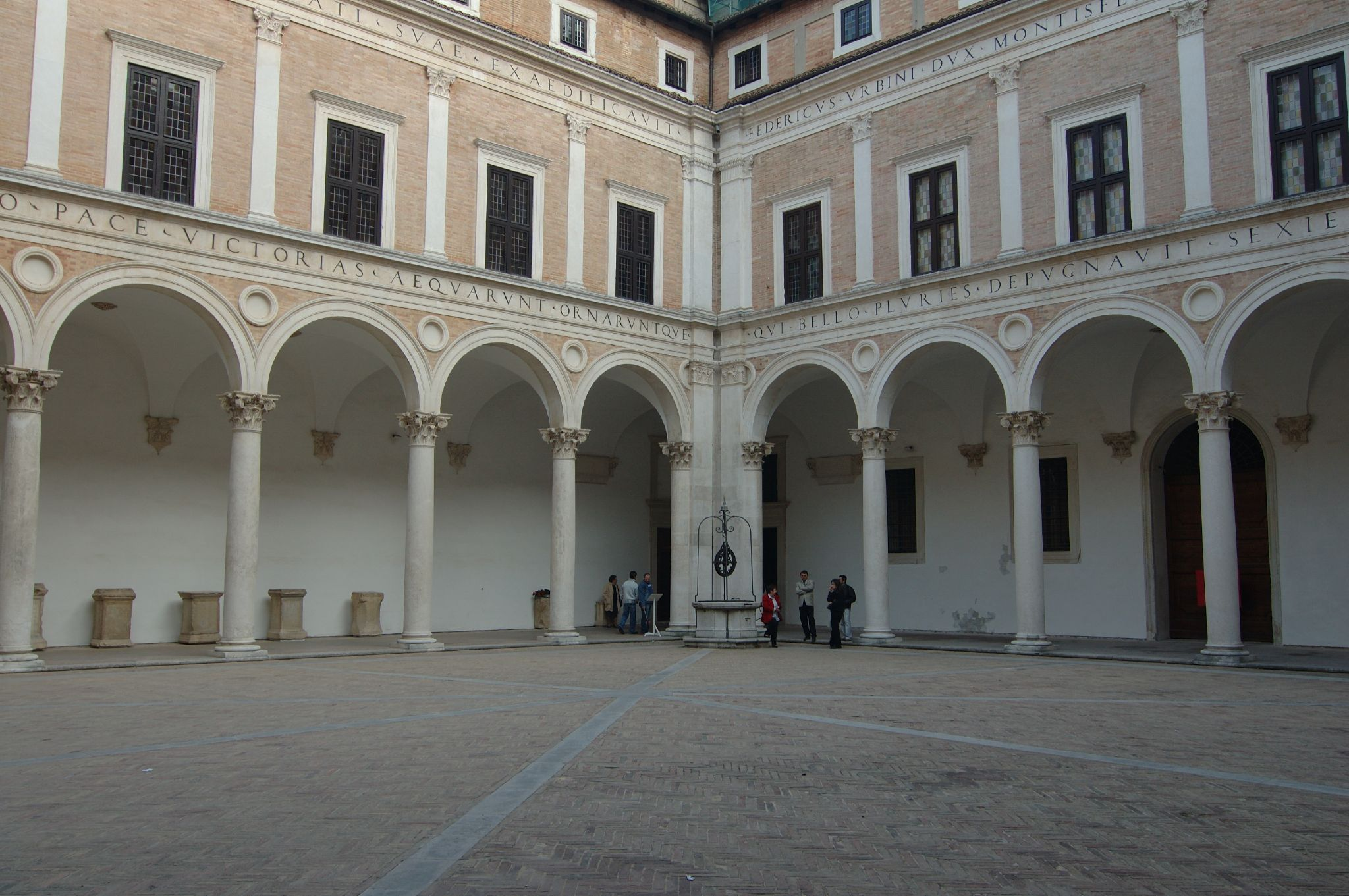
La cour d’honneur.

Quittant la Piazza Duca Federico, on entre dans le palais en accédant à une belle cour de forme rectangulaire avec cinq arches côté entrée au nord et de six autres côté sud.
Une inscription dédicatoire est gravée tout au long des deux linteaux sur les quatre côtés de la cour : « FEDERICUS DUX MONTISFERETRI AC DURANTIS COMES SANCTAE RO[MANAE] ECCLESIAR CONFALORERIUS ATQUE ITALICAE CANFEDERATIONIS IMPERATOR HANC DOMUM A FUNDAMENTIS ERECTAM GLORIAE ET POSTERITATI SUAE EXAEDIFICAVIT. - QUI BELLO PLURIES DEPUGNAVIT SEXIES SIGNA CONTULIT OCTIES HOSTEM PROFLIGAVIT OMNIUMQUE PRAELIORUM VICTOR DITIONEM AUXIT. EIUSDEM IUSTITIA CLEMENTIA LIBERALITAS ET RELIGIO PACE VICTORIAS EQUARUNT ORNARUNTQUE ».
Dans l’angle sud-est se trouve un puits du XVIIe siècle.

### Appartements de Jole (salles 1 à 7)
L'appartement de Jole, dans l'aile est du bâtiment, est composé de sept chambres.
Dans cette section se trouve une alcôve de Federico da Montefeltro réalisée par Giovanni da Camerino, rare exemple d’aménagement d'intérieur du XVe siècle. L’endroit était habité par Federico avant qu'il ne fût duc, en attentant la fin de la construction de sa somptueuse résidence de l'autre côté du bâtiment, appelée Appartement du Duc.
Dans ces chambres, se trouvent des sculptures de la première Renaissance (Luca della Robbia, Michele di Giovanni da Fiesole (it) dit le Grec, Agostino di Duccio, Francesco di Giorgio Martini), 
Les chambres V et VI conservent des œuvres du début du XVe siècle des Marches ; des peintures du XIVe siècle sont visibles dans la dernière chambre.

### Appartements des Melaranci (salles 8 à 11)
L'appartement de Melarancio permet d'accéder à des chambres qui ont probablement été utilisées comme l’appartement suivant (Appartamento degli ospiti) pour accueillir les personnes importantes.
Dans ces salles se poursuit l’exposition commencée dans la dernière pièce de l'appartement de Jole d’artistes de la fin du Moyen Âge, provenant principalement de l'Italie centrale (en particulier des Marches et de Rimini).
Entre autres œuvres : L'Annonciation d'Olivuccio di Ciccarello, Vierge à l'Enfant avec des épisodes de la vie de Jésus de Giovanni Baronzio (polyptyque).

### Appartements des Ôtes (salles 12 - 15)
L'appartement est composé de cinq salles dont seulement quatre sont visitables. Une salle appelée salle du roi d'Angleterre indique comment la tradition d'accueil des invités importants était déjà en usage à l'époque. L’endroit conserve des peintures du XVe siècle vénitien et des basses Marches, de la Renaissance, et des sculptures sur bois, en plus de monnaies du XVe siècle récemment découvertes.

### Appartements du Duc ou Realissimo (salles 16 à 20)

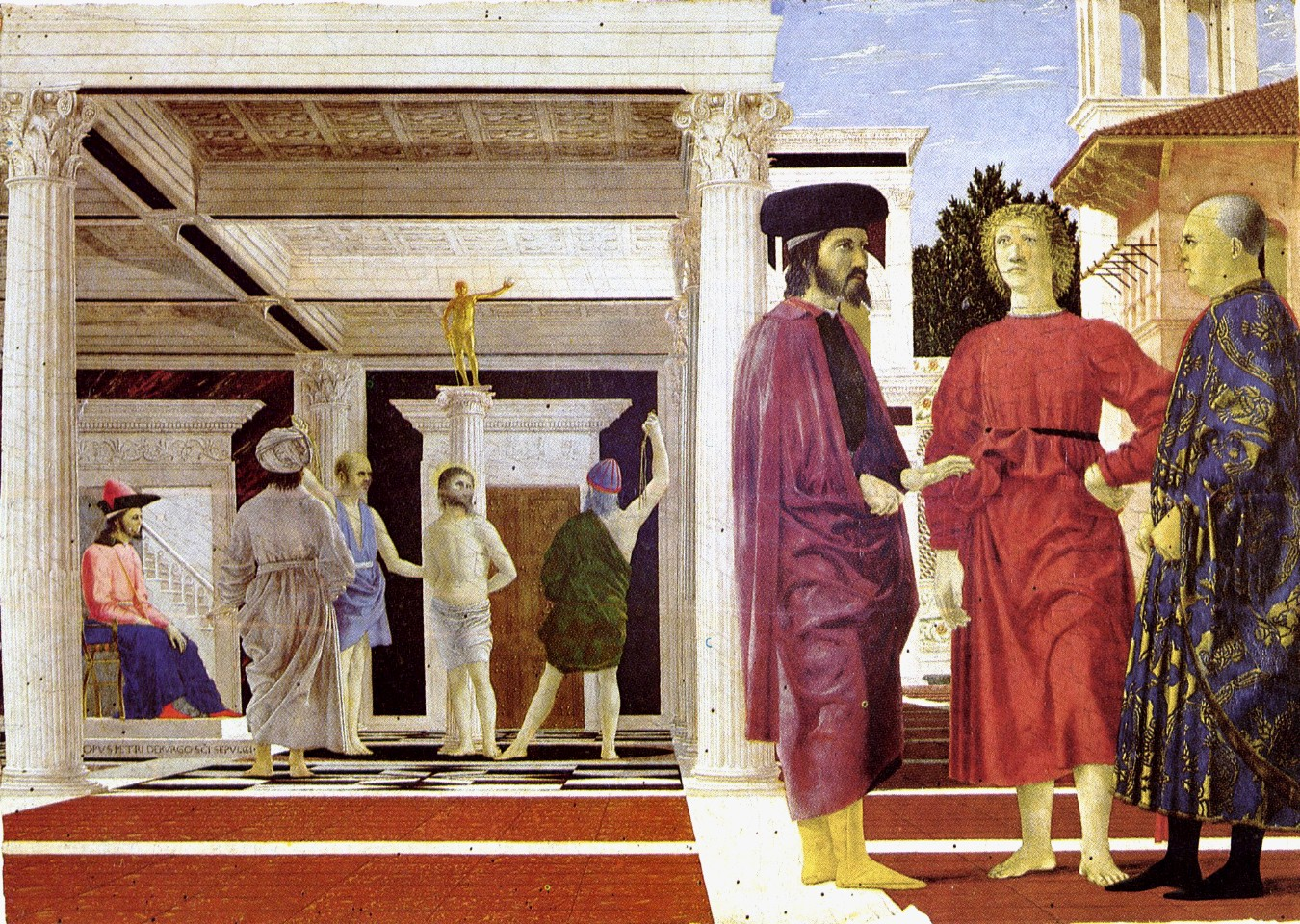
Piero della Francesca, La Flagellation du Christ, salle des Audiences.

Après avoir traversé l'Appartamento degli Ospiti on arrive à celui du duc Frédéric, où sont conservées les pièces les plus précieuses du musée.
La salle des Audiences (salle 16) contient, entre autres, la Flagellation du Christ et la Madone de Senigallia, deux œuvres de Piero della Francesca.
Le Studiolo de Frédéric III de Montefeltro (salle 18), daté de 1476, porte des stucs sur la voûte et, sur la partie basse des murs, des marqueteries de bois de Baccio Pontelli d’après des dessins de Sandro Botticelli, Francesco di Giorgio Martini et Bramante.
La zone intermédiaire entre la voûte et les armoires simulées comportait à l'origine vingt-huit portraits d'hommes célèbres réalisés par Juste de Gand et Pedro Berruguete. À côté du studiolo se trouvait la bibliothèque, aujourd'hui perdue mais qui conserve ses portes en marqueterie.
La salle numéro 20 était la chambre du duc : les marqueteries des portes dont les dessins sont attribués à Sandro Botticelli (l'un avec Mars et Hercule) et Francesco di Giorgio Martini portent des représentations des bâtiments en perspective.

 
Également dans cette salle se trouve l'œuvre de Pedro Berruguete : Portrait de Federico da Montefeltro et son fils Guidobaldo (1476 – 1477).

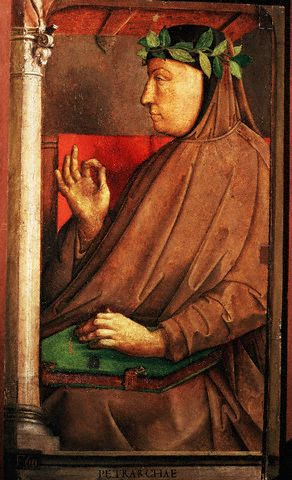
Juste de Gand, Portrait de Pétrarque, studiolo.
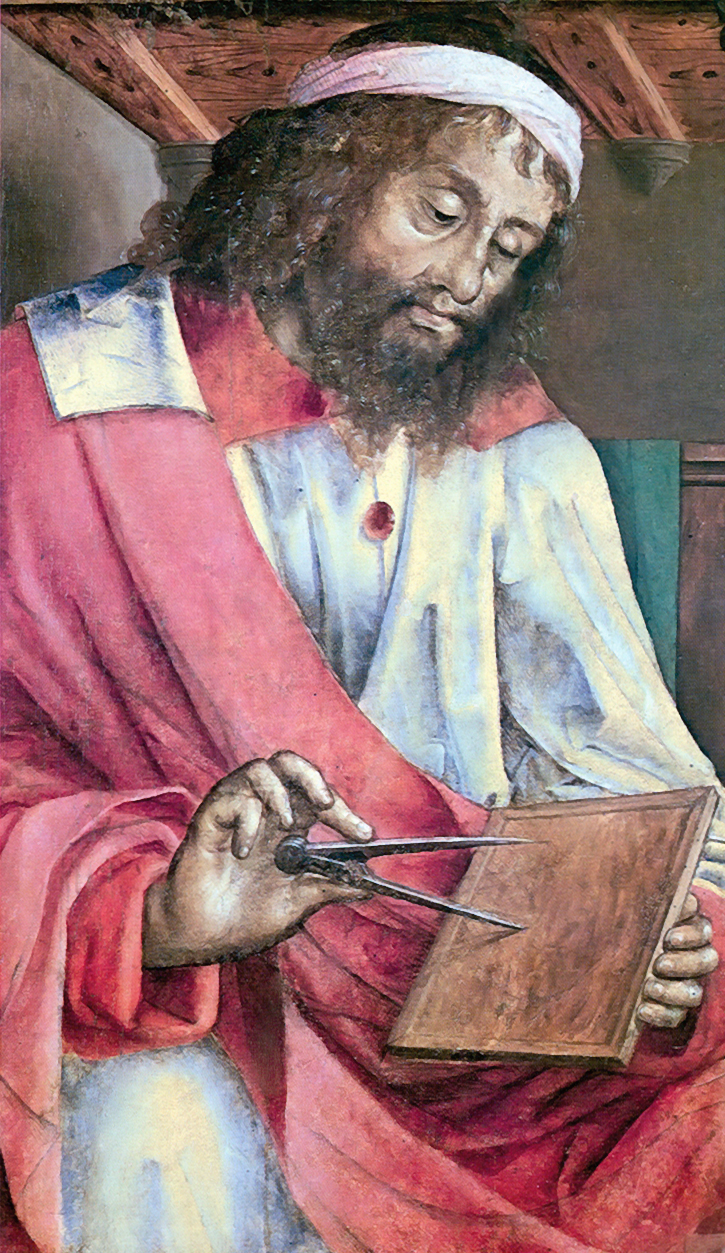
Juste de Gand, Portrait d’Euclide, studiolo.
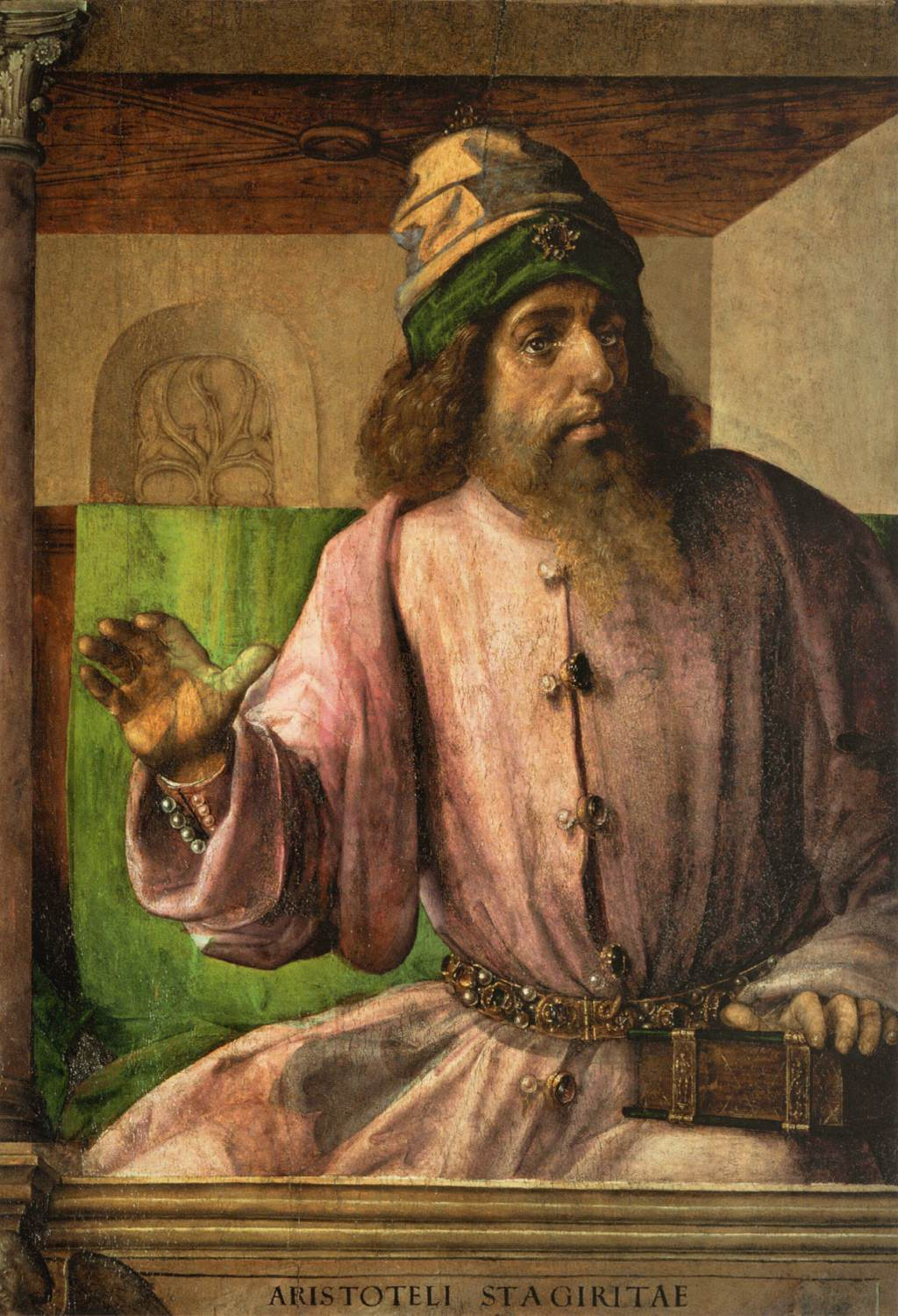
Juste de Gand, Portrait d’Aristote, studiolo.
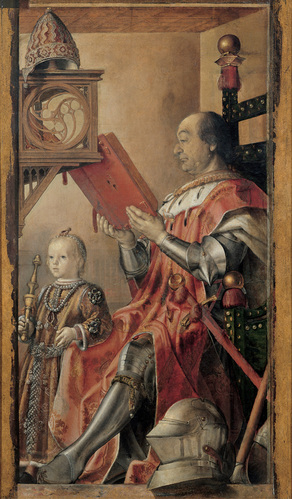
Pedro Berruguete, Portrait de Federico da Montefeltro et son fils Guidobaldo, salle 20.

### Salle de la représentation (salles 21 – 23)

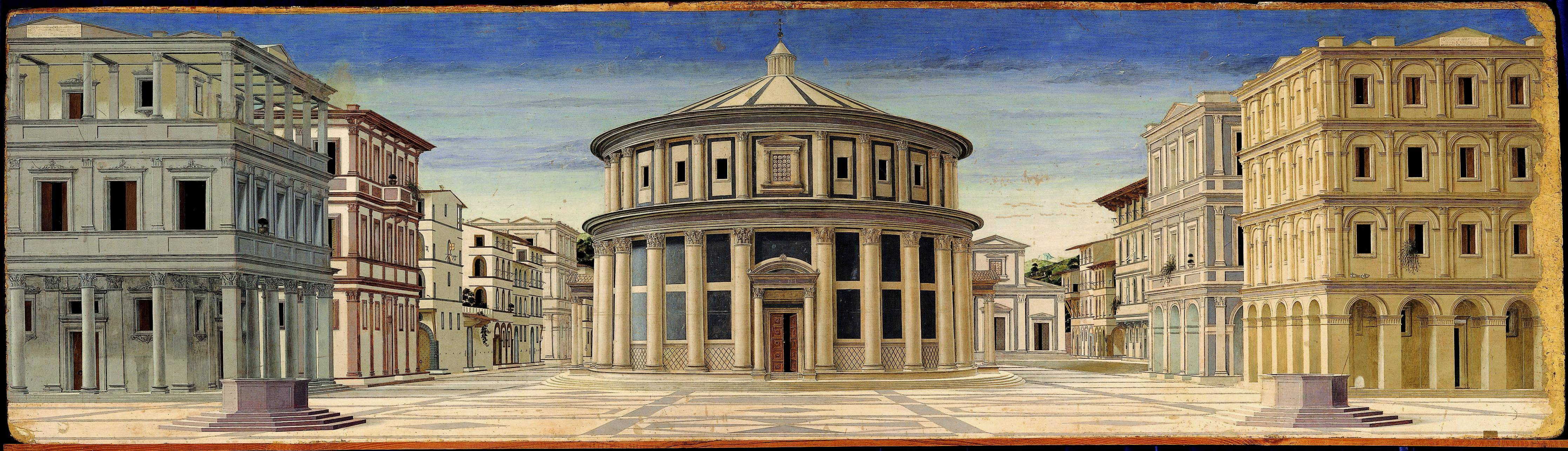
non attribué avec certitude, La Cité idéale, salle des Anges.

Ces chambres étaient au cœur de la vie de la cour et du palais ducal.
Dans la salle des Anges , (salle 21), nous pouvons voir une Vue de la Cité idéale (longtemps attribuée à Piero della Francesca, mais peut-être de Melozzo da Forlì) et le retable du Corpus Domini (L'Institution de l'Eucharistie), composé du panneau principal de La Communion des apôtres (1473-1474) de Juste de Gand (1473-1474) et de sa prédelle : Miracle de l'hostie profanée (vers 1460) de Paolo Uccello.

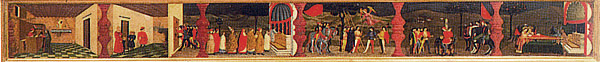
Miracle de l'hostie profanée, prédelle de Paolo Uccello

La salle des Veilles (salle 23) a inspiré le Livre du courtisan de Baldassare Castiglione.
On y trouve un important groupe d'œuvres de la main de Giovanni Santi, père de Raphaël, ainsi que deux peintures sur toile (autrefois deux côtés d’un même étendard) de la main de Luca Signorelli avec la Descente de l'Esprit Saint et la Crucifixion (1494).

### Appartements de la Duchesse (salles 24 à 28)

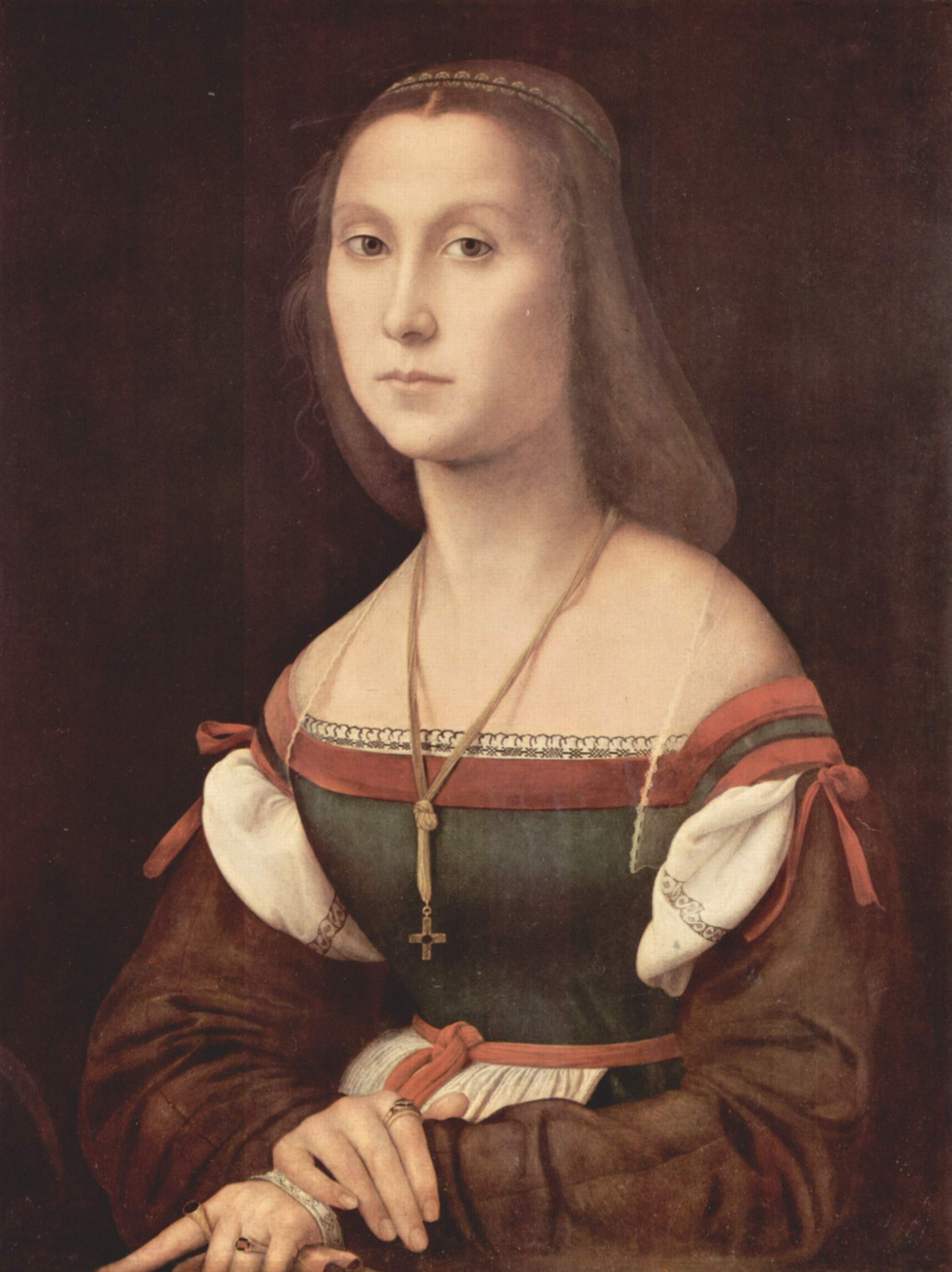
Raphaël, La Muette ou Portrait de jeune fille.

Dans les appartements de la duchesse sont conservées des œuvres du XVIe siècle comme La Muette (La Muta) ou Portrait d'une dame et Sainte Catherine d'Alexandrie de Raphaël (Salle 25 - Salon de la Duchesse) et La Cène et la Résurrection du Titien (Salle 26 - Chambre de la duchesse).

## Deuxième étage

### Appartements roveresques
En montant au deuxième étage on arrive à l’appartement roveresco, ainsi appelé parce qu'il fut réalisé sous le règne de Guidobaldo II della Rovere.
Ici se trouvent les œuvres de Federico Barocci et autres artistes de la première moitié du XVIIe siècle.
Parmi les autres œuvres, à noter une belle Vierge à l'Enfant avec saint François de Rome par Orazio Gentileschi (salle 4).

## Souterrains
Les souterrains sont composées de salles de service comme l'atelier de teinturerie, une glacière, les cuisines, les bains privés du duc, les cantines et les écuries, cette dernière fonction pouvait être remplie car cet étage, pourtant sous le niveau de la cour d'honneur, était accessible également de plain-pied par son flanc, ceci dû à l'escarpement sur lequel le palais est construit.

## Anecdotes
La Madonna di Senigallia, La Flagellation du Christ de Piero della Francesca et La Muette de Raphaël, ont fait l'objet d'un vol au palais ducal le 6 février 1975 (les tableaux ont été retrouvés en mars 1976 à Locarno - Suisse).

## Actualités du Musée
La Pinacothèque de Brera à Milan a cédé à la Galerie nationale d'Urbino deux toiles du peintre baroque Simone Cantarini dit le pésarèse, originaire de la région (Pesaro), à savoir : l’enfant Jésus apparaissant à saint Antoine de Padoue, ainsi que la Madone à l’Enfant Jésus en Gloire avec sainte Barbe et saint Térence. (détails des deux tableaux ci-dessous.)

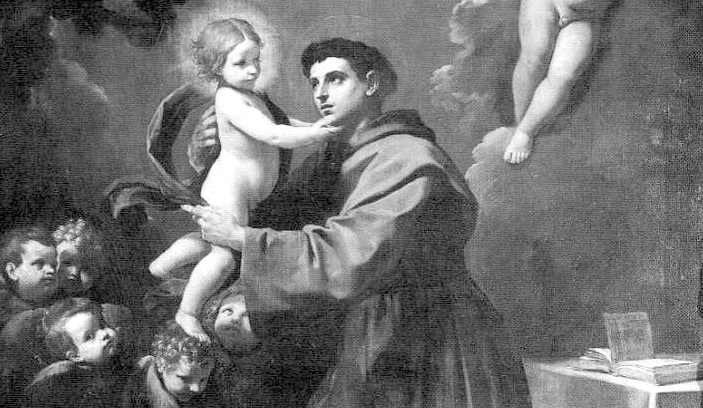
Détail du Christ apparaissant à saint Antoine de Padoue de Simone Cantarini - Galleria Nazionale delle Marche d’Urbino depuis décembre 2021 (anciennement à la Pinacothèque de Brera à Milan)
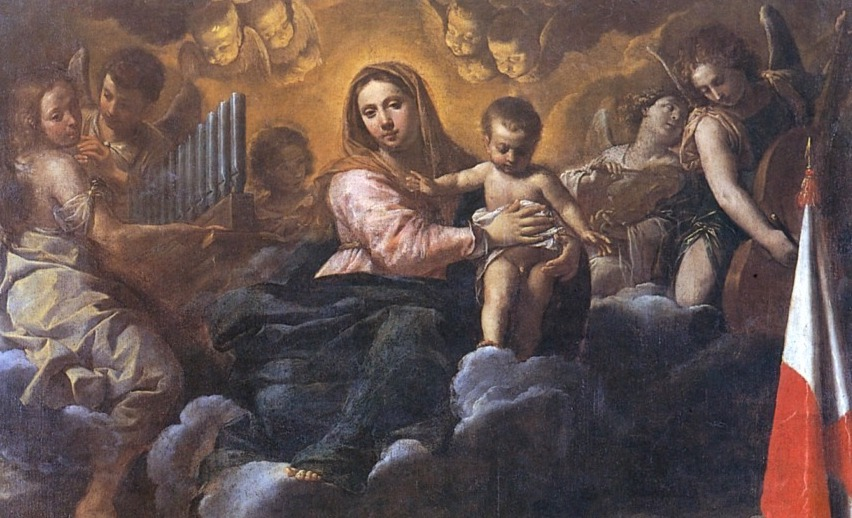
Détail de la Madone à l'Enfant en Gloire avec sainte Barbe et saint Térence, Simone Cantarini. Galleria Nazionale delle Marche d’Urbino depuis décembre 2021 (anciennement à la Pinacothèque de Brera à Milan)

## Sources
- (it) Cet article est partiellement ou en totalité issu de l’article de Wikipédia en italien intitulé « Galleria nazionale delle Marche » (voir la liste des auteurs).